# Fiabe di tutto il mondo
Fiabe di tutto il mondo (Britannica's Tales Around the World) è una serie direct-to-video animata statunitense.
La serie, prodotta nel 1990 in 6 episodi dalla Encyclopædia Britannica Films, è presentata da Pat Morita.

## Trama
In ogni episodio viene narrata una celebre fiaba europea, seguita subito dopo da due sue varianti meno note provenienti da altre parti del mondo. Gli episodi si aprono con un paesaggio in CGI nel quale si possono vedere un castello fluttuante e il pianeta Terra. In una breve sequenza in live action, l'attore Pat Morita spiega il significato di ciascuna delle tre fiabe. Dopodiché la camera zooma sul paese della Terra nel quale ha luogo la storia, che viene inscenata in animazione tradizionale.

## Episodi
| n° | Titolo originale                                                            | Titolo italiano                          | Data USA | Data Italia |
| -- | --------------------------------------------------------------------------- | ---------------------------------------- | -------- | ----------- |
| 1  | Beauty and the Beast / The Chinese Parrot / Sedna                           | La bella e la bestia                     | 1990     | 1991        |
| 1  | Beauty and the Beast / The Chinese Parrot / Sedna                           | Il pappagallo cinese                     | 1990     | 1991        |
| 1  | Beauty and the Beast / The Chinese Parrot / Sedna                           | La fanciulla e il principe degli uccelli | 1990     | 1991        |
| 2  | Cinderella / Maria Cinderella / The Maiden, The Frog and The Chief's Son    | Cenerentola                              | 1991     | 1991        |
| 2  | Cinderella / Maria Cinderella / The Maiden, The Frog and The Chief's Son    | Maria Cenerentola                        | 1991     | 1991        |
| 2  | Cinderella / Maria Cinderella / The Maiden, The Frog and The Chief's Son    | La fanciulla innamorata e le rane        | 1991     | 1991        |
| 3  | Hansel and Gretel / The Woodcutter's Wealthy Sister / Pedro and the Monster | Hansel e Gretel                          | 1991     | 1990        |
| 3  | Hansel and Gretel / The Woodcutter's Wealthy Sister / Pedro and the Monster | Il taglialegna e la sorella ricca        | 1991     | 1990        |
| 3  | Hansel and Gretel / The Woodcutter's Wealthy Sister / Pedro and the Monster | Pedro e i mostri                         | 1991     | 1990        |
| 4  | Sleeping Beauty / The Petrified Palace / Sun, Moon, and Talia               | La bella addormentata nel bosco          | 1991     | 1991        |
| 4  | Sleeping Beauty / The Petrified Palace / Sun, Moon, and Talia               | Il palazzo pietrificato                  | 1991     | 1991        |
| 4  | Sleeping Beauty / The Petrified Palace / Sun, Moon, and Talia               | Il sole, la luna e Talia                 | 1991     | 1991        |
| 5  | Rapunzel / Fenchelchen / The Princess in the Tower                          | Prezzemolina                             | 1991     | 1991        |
| 5  | Rapunzel / Fenchelchen / The Princess in the Tower                          | La strega e la fanciulla magica          | 1991     | 1991        |
| 5  | Rapunzel / Fenchelchen / The Princess in the Tower                          | La figlia di Re Salomone                 | 1991     | 1991        |
| 6  | Rumpelstiltskin / St. Olaf and the Troll / King David and the Giant         | La ragazza che filava oro                | 1991     | 1991        |
| 6  | Rumpelstiltskin / St. Olaf and the Troll / King David and the Giant         | Olaf e i troll                           | 1991     | 1991        |
| 6  | Rumpelstiltskin / St. Olaf and the Troll / King David and the Giant         | Re Davide e il gigante                   | 1991     | 1991        |

## Home video
Negli Stati Uniti la serie venne pubblicata per la prima volta in 6 VHS tra il 1990 e il 1991 dalla Britannica Video. Successivamente gli episodi vennero distribuiti da altre aziende sia in VHS che in DVD.
Nel 1990 e 1991, Britannica Video distribuì la serie anche in Italia in 6 VHS: Hansel & Gretel, Cenerentola, La bella e la bestia, Le belle addormentate, Le principesse rapite ed Elfi e giganti.

## Controversie
Quando Brightspark Entertainment redistribuì in DVD alcuni episodi della serie nel Regno Unito con il titolo Tangled Up, la Walt Disney Company accusò l'azienda di fuorviare la loro clientela. Il DVD aveva infatti un titolo e un'illustrazione di copertina particolarmente simili al film Disney del 2010: Rapunzel - L'intreccio della torre (Tangled).